# Tren Regional del Caribe
El Tren Regional del Caribe representa una propuesta de infraestructura histórica para Colombia, creada en conjunto por las gobernaciones del Atlántico, Bolívar y Magdalena, con liderazgo de Findeter y acompañamiento técnico de la Agencia Nacional de Infraestructura (ANI). Concebido para revitalizar la red ferroviaria nacional, este proyecto busca reforzar la interconexión regional a través de un corredor férreo de aproximadamente 365 km, uniendo las ciudades de Cartagena, Barranquilla y Santa Marta, junto con más de 20 municipios de influencia.

## Ruta y cobertura
El Tren Regional del Caribe contempla dos trazados propuestos que buscan conectar de manera eficiente y sostenible la región Caribe de Colombia.

### Alternativa 1
Con una longitud aproximada de 361 km, este trazado conecta Pasacaballos (Cartagena) con Santa Marta, atravesando los departamentos de Bolívar, Atlántico y Magdalena. Pasa por unos 25 municipios, incluyendo grandes centros urbanos como Barranquilla y municipios intermedios como Sabanalarga y Fundación. Este trazado está diseñado para ser más directo, optimizando tiempos de viaje en el corredor principal.

### Alternativa 2
Este diseño, levemente más extenso, suma cerca de 4 km adicionales para un total de 365 km. Sus 4 km extra buscan ampliar la cobertura a comunidades intermedias o mejorar la conexión con la red férrea existente, ofreciendo así un recorrido más amplio y accesible en las zonas rurales y urbanas intermedias.
Ambas alternativas están planteadas con un corredor ferroviario de doble vía, pensado tanto para transporte de pasajeros (tren 100 % eléctrico) como de carga (tren híbrido diésel-eléctrico). El punto de inicio en Cartagena sería en la zona de Pasacaballos, con estaciones intermedias previstas en municipios claves como Soledad (Barranquilla), Sabanalarga, Fundación, Ciénaga, entre otros, y el punto terminal en Santa Marta.

## Beneficios esperados
El Tren Regional del Caribe promete transformaciones profundas en múltiples ámbitos. En primer lugar, su reactivación constituye un símbolo de la revitalización de la Red Férrea Nacional, que no ha tenido inversiones significativas desde los años noventa. Esta infraestructura recuperada facilitará una conexión interdepartamental sólida, uniendo centros urbanos e intermedios con mayor eficiencia.
El tren está diseñado para transportar cerca de 13,7 millones de toneladas de carga al año en trenes híbridos diésel-eléctricos, y movilizar hasta 56.667 pasajeros al día según estimaciones de demanda. Esta capacidad reducirá los costos logísticos y los tiempos de viaje, favoreciendo el comercio regional, las exportaciones y los sectores productivos ligados a los puertos del Caribe.

## Inversión y financiación
La inversión estimada para el Tren Regional del Caribe se sitúa entre 6,6 y 7 billones de pesos colombianos (aproximadamente 1 600 millones de dólares), según los estudios más recientes de Findeter y la ANI sobre prefactibilidad. Esta cifra cubre la totalidad del proyecto, desde los estudios y diseños hasta la construcción de la infraestructura, sistemas y equipamiento ferroviario. El análisis de costos revela que cerca del 49 % está destinado a la obra civil, el 30 % a equipos y sistemas, el 13 % a gestión predial, y el 8 % a aspectos socioambientales y compensaciones.
La financiación se articula como una alianza público-privada (APP) en la que participan activamente las gobernaciones de Atlántico, Bolívar y Magdalena, junto con la Agencia Nacional de Infraestructura (ANI), Findeter y posibles recursos de entidades multilaterales como el Banco Interamericano de Desarrollo (BID). En su propósito de impulsar esta fase decisiva, el presidente Gustavo Petro confirmó su compromiso: a través de su cuenta en X, afirmó “con mucho gusto lo licito y dejo financiado” una alianza regional para construir el tren y cofinanciar el estudio de factibilidad con recursos del Gobierno Nacional. Además, el entonces ministro de Transporte William Camargo propuso recurrir a mecanismos de valorización nacional —por ejemplo, contribuciones a predios dentro del corredor ferroviario— complementados con fondos del BID para asegurar el cierre financiero de estos estudios y hacer viable el proyecto.